# Digyalum oweni
Digyalum oweni is een soort in de taxonomische indeling van de Myzozoa, een stam van microscopische parasitaire dieren. Het organisme komt uit het geslacht Digyalum en behoort tot de familie Selenidiidae. Digyalum oweni werd in 1990 ontdekt door Koura, Grahame, Owen & Kamel.